# Philip Henry Delamotte
Philip Henry Delamotte (* 21. April 1821 in Sandhurst; † 24. Februar 1889 in Bromley, Kent) war ein britischer Fotograf, Maler und Illustrator.

## Leben und Werk
Delamotte wurde 1821 als Sohn von William Alfred Delamotte, einem Zeichenlehrer mit französischen Vorfahren, am Royal Military College Sandhurst geboren. Er war, wie auch seine beiden Brüder, ein talentierter Illustrator und Graveur.
Von 1855 bis 1887 lehrte er als Professor für Zeichnung und Perspektive am King’s College London und unternahm mit seinem Freund, dem Fotografen und Herausgeber Joseph Cundall, fotografische Reisen in Yorkshire.

### Technik
Delamotte war schon in den späten 1840er Jahren ein etablierter Fotograf, der die Technik des Kollodiumverfahrens beherrschte und sowohl Porträtfotografie als auch Drucke anbot. Von Talbot hatte er offenbar die Erlaubnis, mit der 1841 von ihm patentierten Erfindung der Kalotypie, einem frühen Negativ-Verfahren, zu arbeiten. Das bleibende Negativ bot die Möglichkeit, beliebig viele Abzüge zu erzeugen, und war dadurch eine Revolution in der Technik der Fotografie.
1853 veröffentlichte er ein fotografisches Handbuch, The Practice of Photography, in dem er detailliert auf fotografische Prozesse von Talbot, Gustave Le Gray, Joseph Cundall, Hugh Welch Diamond und anderen einging.
1856 erfand sein Freund John Dillwyn Llewelyn den Oxymel-Prozess, der von Delamotte an die Öffentlichkeit gebracht wurde. Die Neuerung bestand darin, dass nach dem Kollodiumprozess ein weiterer Arbeitsschritt hinzugefügt wurde, nämlich ein Bad in Oxymel, einer Emulsion aus Honig und Essig. Diese Behandlung der Fotoplatten machte die Negative weniger empfindlich und ermöglichte es, die Platten im Voraus trocken zu beschichten, mitzunehmen und dann zu belichten, statt vor Ort die Platten herzustellen und im nassen Zustand zu belichten, wie es üblich war.

### Themen

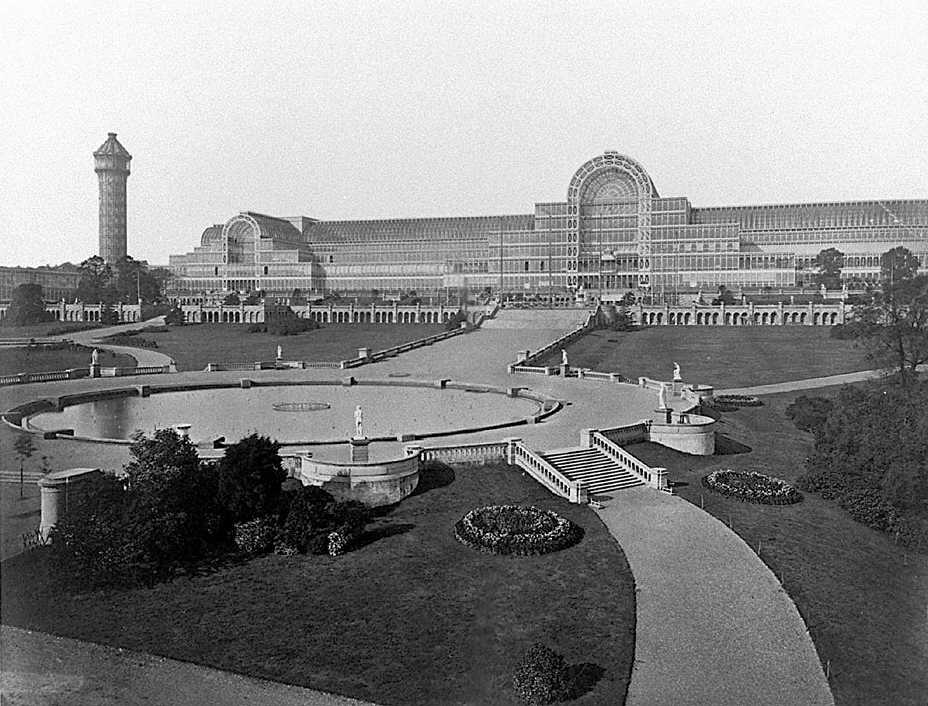
Bild des Crystal Palace von Delamotte (1854)

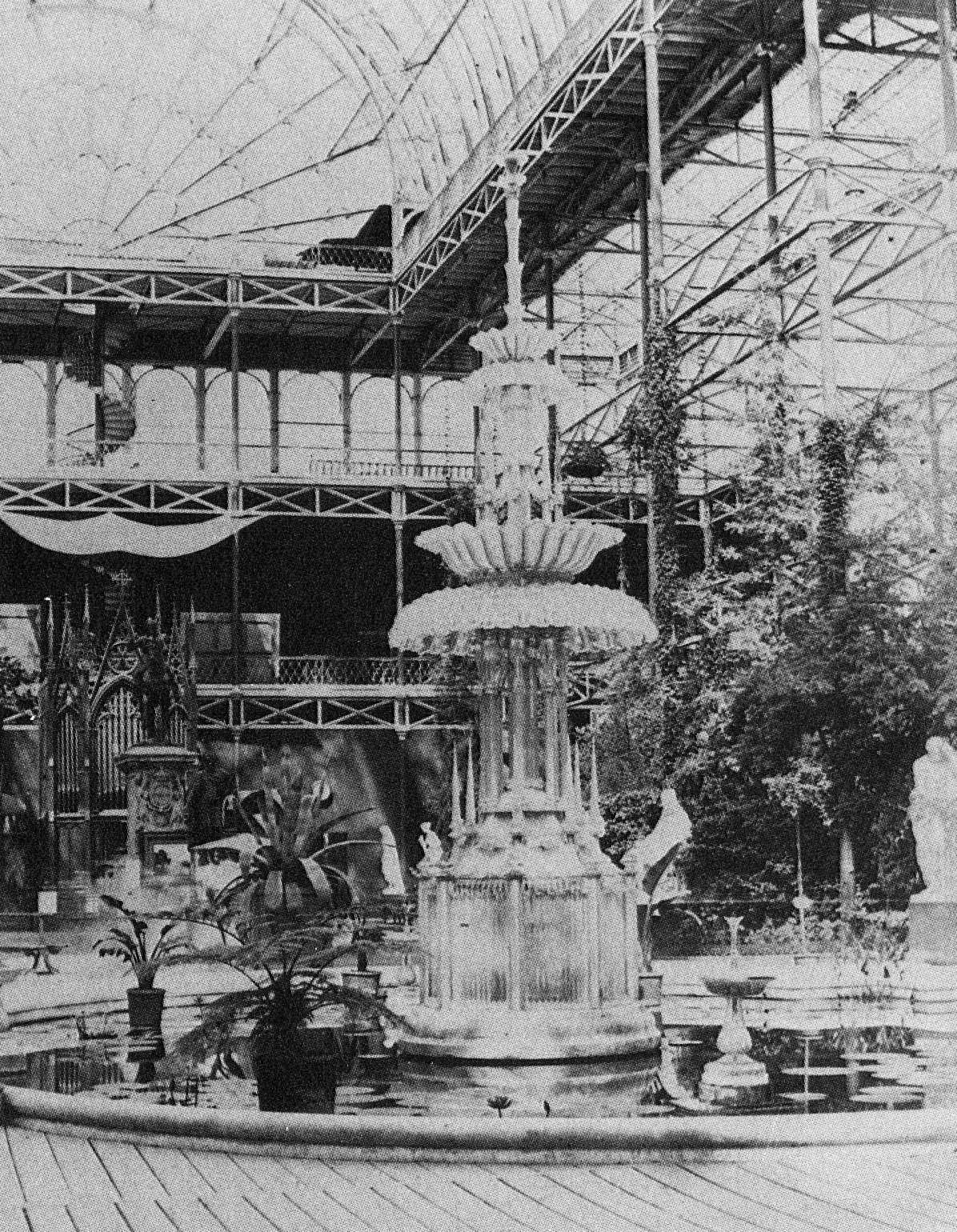
Glasfontäne im Inneren des Crystal Palace von Philip Henry Delamotte, 1851

Delamotte war einer der ersten Fotografen, die sich der systematischen Dokumentation von öffentlicher Infrastruktur widmeten. Brücken, Bahn, öffentliche Gebäude und Plätze waren seine vorrangigen Motive.
1851 fand in London die Weltausstellung statt, für die im Hyde Park der Kristallpalast errichtet wurde. Der Erfolg war so groß, dass das aus Eisengittern und Glassegmenten bestehende, in der damals revolutionären Modulbauweise errichtete Bauwerk nach Sydenham im County of London versetzt und 1854 wiedereröffnet wurde.
Philip Henry Delamotte wurde nach Ende der Weltausstellung engagiert, um die Konstruktion des Crystal Palace in Sydenham von 1851 bis 1854 zu dokumentieren. Ein Jahr nach der Wiedereröffnung des gläsernen Gebäudes veröffentlichte Delamotte mit Hilfe seines Freundes Cundall die Dokumentation in dem Buch Photographic Views of the Progress of the Crystal Palace, Sydenham.
Im Jahr 1977 wurden seine Fotoarbeiten auf der documenta 6 in Kassel in der Abteilung 150 Jahre Fotografie gezeigt.

## Veröffentlichungen
- The Practice of Photography. 1853 (Nachdruck: Arno Press, New York 1973, ISBN 0-405-04903-X).
- The Oxymel Process in Photography. 1856 (archive.org).
- Photographic Views of the Progress of the Crystal Palace, Sydenham. Mit 160 Fotografien, 1855.